# Жилис-Гара, Тереза
Тереза Жилис-Гара (пол. Teresa Żylis-Gara; 23 января 1930, Лентварис — 28 августа 2021) — польская оперная певица (сопрано), выступавшая с 1950-х по 1990-е годы. Её репертуар фокусировался на партиях в операх Моцарта, Пуччини и Верди, но также включал в себя и роли в других операх.
Училась в Высшей музыкальной школе в Лодзи у Ольги Ольгиной. В 1954 году выиграла первый приз на польском конкурсе молодых вокалистов в Варшаве, после чего стала выступать на радио и в Краковской филармонии в качестве солистки. Её оперный дебют состоялся в 1956 году на сцене Краковской оперы. В 1960 году заняла третье место на международном музыкальном конкурсе в Мюнхене, после чего её оперная карьера была в значительной степени связана с ФРГ. В 1965 году стала одной из основных исполнительниц Немецкой оперы в Дюссельдорфе, где выступала до 1970 года; в 1960-х — 1970-х годах также выступала как приглашённая актриса во многих оперных театрах Западной Германии, одновременно с середины 1960-х годов выйдя на международную сцену, выступив сначала во Франции, а в 1968 году дебютировав в Королевской опере в Лондоне и Метрополитен-опера в Нью-Йорке.
В 1970-х и первой половине 1980-х годах не входила в труппу какого-либо театра, но в качестве приглашённой актрисы активно работала в Германии, Австрии, Великобритании, Италии, Испании, Нидерландах, Франции, США, Аргентине, однажды выступала и в Большом театре в Москве. Её последнее выступление на оперной сцене состоялось 31 марта 1984 года, до 1990-х годов она продолжала давать концерты. В 2003 году стала почётным доктором Университета музыки имени Кароля Липинского. В 2011 году была награждена Орденом Возрождения Польши. Последние годы жизни проживала в Монако.